# Красногорский завод лекарственных средств
АО «Красногорсклексредства» (Красногорский завод лекарственных средств) — старейшее в России предприятие по производству лекарственных средств из растительного сырья. Расположен в городе Красногорске Московской области. На сегодняшний[уточнить] день завод является лидером отечественной отрасли переработки лекарственных растений.

## История

### 1938—1969 годы
В 1938 году на базе вивария, где разводили животных для исследовательских учреждений Народного комиссариата здравоохранения, была организована «Центральная заготовительно-перерабатывающая контора „Лектехпром“», затем переименованная в «Московскую фабрику № 1 „Лекрастреста“». В то время на предприятии работало порядка 50 человек, а годовой объем переработки фабрики составлял примерно 300 тонн сырья. Список выпускаемой продукции насчитывал около 20 наименований: цветки липы и ромашки, листья шалфея, кора дуба и крушины, измельченные плоды шиповника и др.
В 1947 году фабрика была переименована в «Опалиховский завод» (по названию поселка Опалиха, где расположена фабрика), а в 1952 году предприятие было переименовано в «Московский завод по переработке лекарственного растительного сырья». В это время, помимо фасованных лекарственных растений, предприятие выпускало лекарственные средства в жидкой форме: кордиамин, лантозид, гитален.
С 1969 года завод носит нынешнее название «Красногорский завод лекарственных средств».

### 1970—1990 годы
В 1970 году на предприятии сменилось руководство, пришёл новый директор, Новиков Виктор Ефимович.
Ему удалось поправить экономическое состояние завода, пришедшее в упадок при прежнем руководителе.
Менее чем за семь лет были возведены: производственно-складской корпус, лабораторно-бытовой корпус, трансформаторная подстанция, гараж. Построили новый современный печатно-картонажный участок, канализационный коллектор, реконструирована котельная. Был возведен прирельсовый склад сырья на станции Нахабино, шесть цельнометаллических складов под сырье и материалы
Так к концу 1977 года было создано новое, современное, специализированное предприятие по переработке лекарственного растительного сырья. Закуплено современное импортное оборудование, создана и оборудована контрольно-аналитическая лаборатория, что позволило поднять уровень выпускаемой продукции и расширить ассортимент.
С вводом новых мощностей объём выпускаемой продукции увеличился в 6 раз, численность сотрудников выросла со 120 до 340 человек. Заводу было присвоено звание «предприятие высокой культуры производства и организации труда».
Параллельно с постройкой производственных цехов, предприятие развивало и поселок. Были построены четыре жилых дома для работников завода (Красногорский завод первым в Московской области ликвидировал очередь трудящихся на жилье), вместо прежних бараков было построено общежитие для молодёжи. Введён новый водозаборный узел с глубиной скважины 240 метров, к которому была подключена южная часть поселка Опалиха. Также был построен комплекс социально-бытовых объектов: детский сад, молодёжное общежитие, бомбоубежище. Благодаря активному строительству, Опалиха приобрела современную инфраструктуру.

### 1990 — н. в.
В начале 1990-х годов предприятие оказалось почти без сырьевых ресурсов,  распалась единая система производств лекарственного сырья, закрылись многие совхозы, специализировавшиеся на заготовке лекарственных растений. Кроме того, большая часть совхозов была расположена в бывших республиках СССР.
После распада СССР «Красногорсклексредства» стал единственным крупным специализированным производителем лекарственных трав и сборов.
В 1994 году предприятие было акционировано международным холдингом Martin Bauer, крупнейшим в мире поставщиком лекарственного растительного сырья и производителем препаратов на его основе. Это дало Красногорскому заводу доступ к наработанным подходам, технологиям и оборудованию западного партнера, что повлекло за собой масштабную реорганизацию предприятия и позволило заводу выйти на принципиально новый уровень развития,
В 1997 году ОАО «Красногорсклексредства» первым представило на рынке свою продукцию в новом виде упаковки — в фильтр-пакетах
В 2006 году на предприятии была внедрена и сертифицирована система менеджмента безопасности пищевой продукции HACCP, соответствующая требованиям Регламента Европейского Парламента и Совета (ЕС) № 852/2004
В 2012 году для соответствия вводимым в России требования GMP была произведена полная модернизация производственных линий, для улучшения условий труда, производственные помещения были дополнительно оборудованы приборами, удаляющими растительную пыль из помещения.
В 2013 году на предприятии была сертифицирована система менеджмента качества, соответствующая требованиям ГОСТ ISO 9001-2011
С 2016 года лекарственные травы и сбора завода «Красногорсклексредства» выпускаются под маркой «ФармаЦвет».

## Направления деятельности
Красногорский завод лекарственных средств ведет работу по следующим направлениям деятельности:
- выпуск лекарственных средств и фиточаев под маркой «Красногорсклексредства»
- контрактное производство фиточаев под торговыми марками других производителей
- лабораторные исследования образцов сырья растительного происхождения методами микроскопического, химического и микробиологического анализа
- разработка и внедрение в государственные нормативные документы современных, гармонизированных с европейскими, методов качественного и количества анализа растительного сырья (совместно с регуляторными органами)
- восстановление и развитие сырьевой базы в масштабах России и СНГ, участие в проектах по выращиванию лекарственных растений
- разработка новых эффективных препаратов на основе растительного сырья

## Продукция предприятия
По состоянию на 2016 год, «Красногорсклексредства» выпускает следующие линейки продукции:
в форме фильтр-пакетов и россыпью в пачках:
- однокомпонентные лекарственные травы (под маркой «ФармаЦвет»)
- сборы лекарственных трав (под маркой «ФармаЦвет»)

в форме фильтр-пакетов:
- травяные напитки (фиточаи) и детские чайные напитки